# Кухня Південно-Африканської Республіки

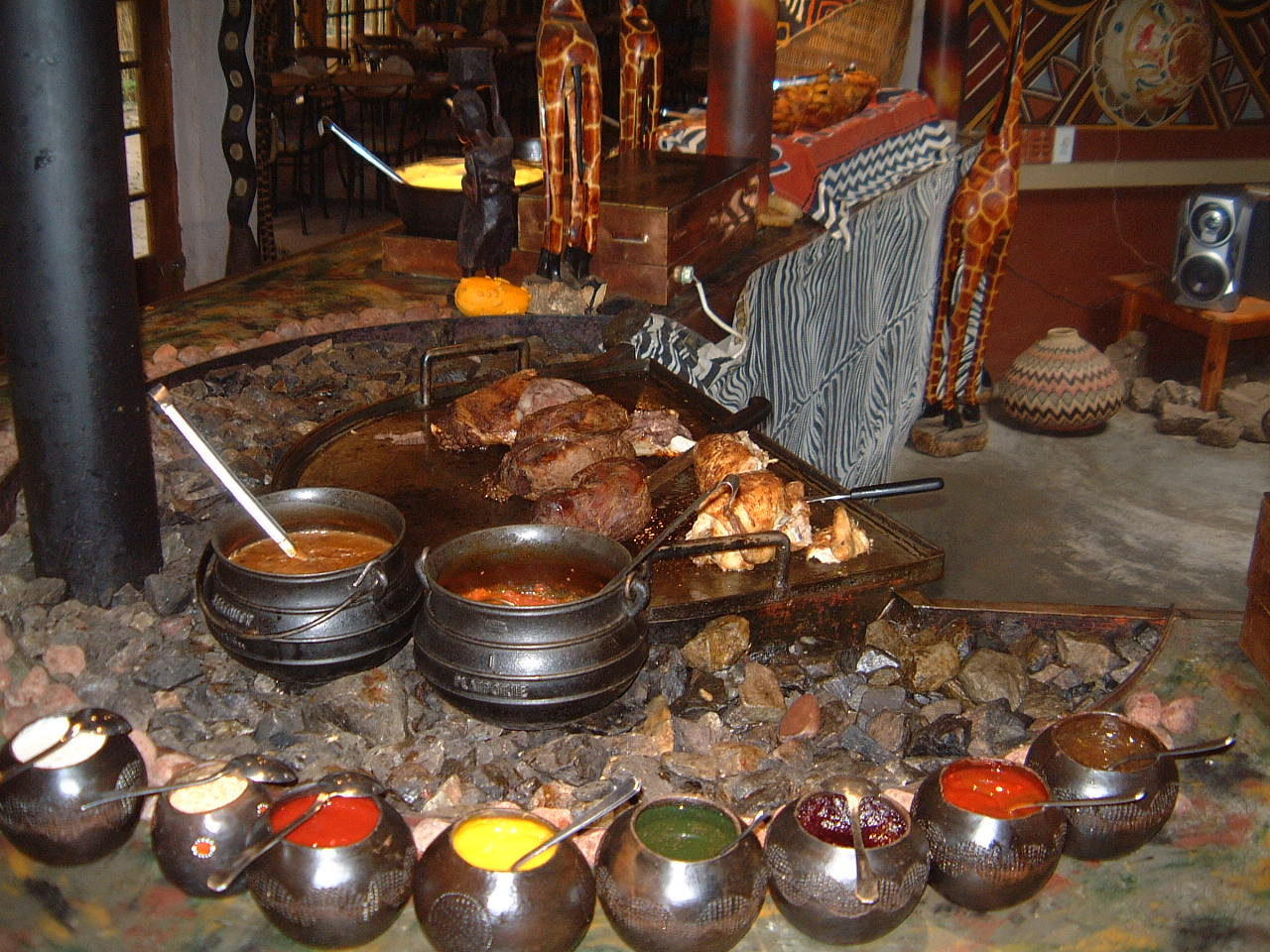
Традиційна кухня у Південній Африці

Південноафриканська кухня (кухня Південної Африки) — це вдалий симбіоз світового кулінарного мистецтва. Маси мігрантів з усього світу: англійці, греки, німці, португальці, іспанці, угорці, малайці, індіанці, китайці, араби, а також українці та багато інших народностей привнесли сюди свої кулінарні традиції.
Популярною вважається капсько-голландська кухня, яка, починаючи з XVII ст., розповсюджувалась на північ від Кейптауна, коли бури масово мігрували з Кейпу. Їхні страви нагадують нашу сільську їжу, щедро приправлену спеціями і травами, які колись завезли з Індії до Південної Африки робітники Ост-Індської компанії.
Азіати привнесли до південноафриканського раціону томатні приправи, смажені боби, боботі (м'ясна запіканка з цибулею та яйцями), рис (плов), гарбузові млинці, приправлені корицею, імбирні пироги, суп з галушками, фрикадельки тощо.
Тим, кому подобаються індійські страви, приправлені карі, часто рекомендують відвідати місто Дурбан у провінції Квазулу-Наталь. Та й в інших містах країни туристи можуть поласувати суто індійськими стравами: дуже перчені тандорі-чікн (печені курчата), плов з баранини, нани (хлібні коржі), пиріжки самоса, овочеві та м'ясні рагу з карі.
Звичайно є й ресторани, де можна поласувати і суто африканськими стравами. Особливо ПАР славиться морепродуктами (креветки, мідії, устриці, лангусти, кальмари, не кажучи вже про найрізноманітніші види риб), адже країна омивається довжелезним океанським узбережжям.
У північних провінціях популярні страви з різних круп, каші з жовтої або червоної кукурудзи чи сорго, печені кукурудзяні качани з маслом, хліб з борошна грубого помелу, квасоля тощо.

## М'ясо і риба
Туристам обов'язково сподобаються смажене м'ясне асорті, рулети з куріпок і цесарок, тушковані у соусі з червоного вина — м'ясо саме відстає від кісток.
З давніх часів повернулась популярність і до південноафриканського «сільського кулешику», який готують у казані на тринозі.
Перелік південноафриканських страв буде неповним, якщо не згадати Вгааі або барбекю — телятина, свинина, баранина, курятина, або домашні гостро приправлені ковбаски, смажені на решітці, які добре смакують з зеленню, овочами, цибулею, помідорами, різноманітними спеціями і африканська «папом» (різновид перловки), а також з печеною картоплею.

## Напої
- Чай Роойбос
- Вина і пиво

## Типові страви
- Білтонг — в'ялені шматочки яловичини. Особливо ця закуска смакує з аперитивом або з келихом доброго пива.
- Вгааі або барбекю
- сусаті — шашлики